# Sparganopseustis garlaczi
Sparganopseustis garlaczi es una especie de polilla del género Sparganopseustis, categorizada en la tribu Sparganothini, de la subfamilia Tortricinae. Fue descrita por Razowski & Wojtusiak en 2008.
Fue publicada en Genus 19: 536. Se distribuye por América del Sur: Ecuador, en Pilaló, provincia de Cotopaxi.